# Carmelo Malerba Guerrieri

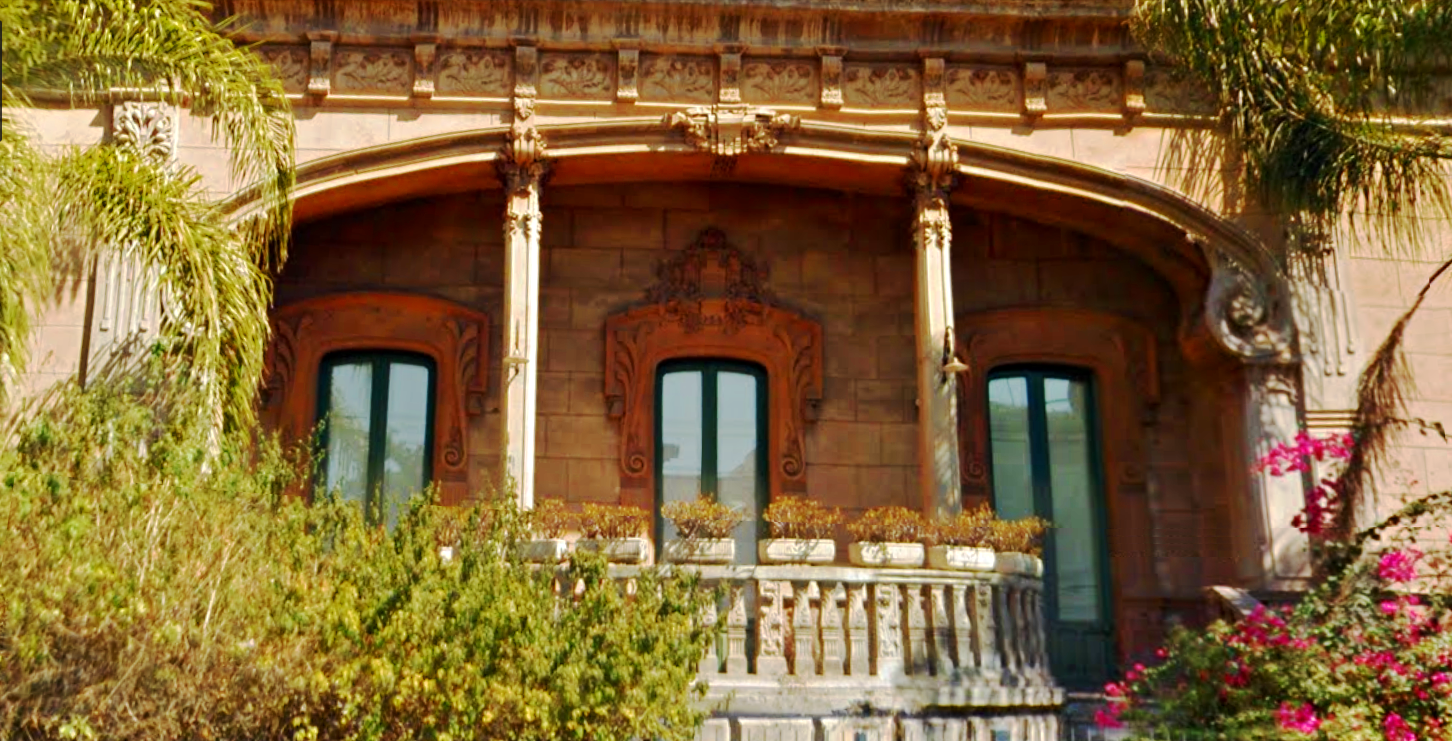
Catania, Villa Ardizzone

Carmelo Malerba Guerreri (Catania, 1852 – Catania, 1923) è stato un ingegnere, architetto e insegnante italiano.

## Biografia
Laureato alla Regia Scuola d'applicazione per gl'ingegneri in Napoli. 
La villa Ardizzone è una sua opera.
Fondatore a Catania della Scuola serale di disegno industriale, insegnante di disegno alla Scuola d'arti e mestieri della stessa città, insieme al cugino Tommaso Malerba è tra i protagonisti dell'architettura liberty della città etnea.

## Pubblicazioni
- Sul goniometro architettonico Malerba ad uso delle arti del costruttore, Napoli, Stabilimento tipografico di Francesco Giannini, 1875, SBN NAP0054827.
- Risposta alla lettera dell'ingegner Filadelfo Fichera sul goniometro architettonico, Catania, S. Musumeci, 1875, SBN PAL0353754.
- La casa pompeiana, Napoli, Stabilimento tipografico strada S. Pietro a Maiella, 1876, SBN NAP0486012.
- Rivista tecnica dei Progetti edili presentati al Concorso per l'edifizio della R. Scuola Industriale di Catania, Catania, A. Mollica e C., 1918.[6]